# ポール・キパルスキー
ポール・キパルスキー（Paul Kiparsky, 1941年1月28日-）はアメリカの言語学者。スタンフォード大学の教授。

## 経歴
1941年、フィンランドのヘルシンキに生まれた。マサチューセッツ工科大学のモリス・ハレのもとで言語学を学び、博士号を取得した。卒業後は、1965年から1984年まで母校であるマサチューセッツ工科大学教授を務めた。1984年、スタンフォード大学教授に着任。

## 受賞・栄典
- フンボルト賞(ドイツ・フンボルト財団)を受賞。

## 研究内容・業績
1965年の博士論文 "Phonological Change" とそれに連なる研究を通じて、生成文法的立場による史的音韻論を確立させることに貢献した。その分析対象はギリシャ語をはじめとして、ゴート語、ラテン語に及ぶ。1980年代には語彙音韻形態論(Lexical Phonology and Morphology, LPM)モデルを提唱し、後の研究に大きな影響を残す。1990年代にはインド・ヨーロッパ語族における語順の変化を研究し、史的統語論の進展に貢献した。言語学的な観点からの詩の韻律の研究、パーニニ研究、意味論の分野でも精力的な研究を行う。